# Tabibito In The Dark/スローモーションをもう一度 part.2
「Tabibito In The Dark/スローモーションをもう一度 part.2」（タビビト イン ザ ダーク/スローモーションをもういちど パートツー）は、Base Ball Bearの14枚目のシングル。

## 解説
- 前作「short hair」から約1ヶ月ぶりのリリースとなる2011年第3弾シングル。
- バンド初の両A面シングルである。
- CD-EXTRA仕様で、ツアーのドキュメント映像「僕の目（仮）-後編-」（Derected by 小出祐介）が収録された。
- 初回限定盤には、日本武道館ワンマンライブの特別先行予約情報封入。

## 収録曲
- 全作詞・作曲：小出祐介、全編曲：Base Ball Bear

1. Tabibito In The Dark
  - 時間は“19”
  - PVの監督は関和亮。
  - 4thアルバム『新呼吸』、ベストアルバム『バンドBのベスト』・『増補改訂完全版「バンドBのベスト」』収録
2. スローモーションをもう一度 part.2
  - 時間は“12”
  - A面曲であるにもかかわらず、オリジナルアルバムに収録されていない。ベストアルバム『増補改訂完全版「バンドBのベスト」』で初のアルバム収録となった[1]。